# Rafael Farias Tavares
Rafael Farias Tavares, meglio conosciuto come Magnum (Belém, 24 marzo 1982), è un ex calciatore brasiliano, di ruolo centrocampista.

## Carriera

### Club
Dopo aver giocato con varie squadre di club, nel 2008 si trasferisce al Nagoya Grampus, squadra del campionato giapponese.